# María querida
Pour plus de détails, voir Fiche technique et Distribution.
María querida est un film espagnol réalisé par José Luis García Sánchez, sorti en 2004.

## Synopsis
Une journaliste, Lola, couvre la remise du prix Cervantes à María Zambrano.

## Fiche technique
- Titre : María querida
- Réalisation : José Luis García Sánchez
- Scénario : Rafael Azcona et José Luis García Sánchez
- Musique : Antonio Meliveo
- Photographie : Juan Amorós
- Montage : Vanessa Marimbert
- Production : Francisco Lobatón
- Pays :  Espagne
- Genre : Drame et biopic
- Durée : 91 minutes
- Dates de sortie : 
  - Espagne : 29 octobre 2004

## Distribution
- Pilar Bardem : María Zambrano
- María Botto : Lola
- Alex O'Dogherty : Pepe
- María Galiana : Carmen
- Juan Diego : Luis
- Mamen Godoy : Mari Paz

## Distinctions
Le film a été nommé au prix Goya de la meilleure actrice.